# 小野学 (スキージャンプ)
小野 学（おの まなぶ、1950年9月14日 - 2010年7月3日）は、長野県下高井郡山ノ内町湯田中温泉出身のスキージャンプ選手。スキージャンプ指導者。

## 経歴・人物
湯田中温泉よろづや旅館の次男として誕生。実家は現在も同地で旅館を経営している。1969年3月、長野県長野高等学校を卒業し1970年4月に慶應義塾大学商学部入学。1973年1月に第46回全日本学生2部純ジャンプ優勝。1974年1月に第47回全日本学生2部純ジャンプ優勝。1975年3月に大学を卒業し1975年4月に日本楽器に入社、1976年2月には全日本選手権70メートル級を制した。1977年11月に地元の北野建設へ移籍し、1980年1月に第21回雪印杯ジャンプ大会準優勝。2月に第35回国体成年2部優勝。1980年現役を引退、コーチに就任した。
その後1984年から全日本スキー連盟ノルディックスキーナショナルチームジャンプコーチを兼任。1992年から2000年までナショナルチームヘッドコーチを務めリレハンメルオリンピック、長野オリンピックなどにおける日本の黄金期を築いた。
1986年2月第41回国体成年3部優勝。翌年、2月の第42回国体成年C優勝。1988年2月カルガリーオリンピックのコーチとして就任した。1989年2月第44回国体成年C優勝、1991年第46回国体成年C優勝。1992年のアルベールビルオリンピックも4年前と同様、コーチとして就任。その年、3月には第47回国体成年C優勝果たしている。7月には実績が認められ全日本ナショナルチーム　ヘッドコーチに就任した。1994年2月のリレハンメルオリンピックでもヘッドコーチに就任し日本チームを団体競技で銀メダルへと導いた。その時のメンバーは西方、岡部、葛西、原田であった。1998年の長野オリンピックではLHで船木が金メダル、原田が銅メダル、NHで船木が銀メダル団体競技においては見事に金メダルに導いた。その時のメンバーは岡部、斎藤、船木、原田であった。
北野建設では1996年から監督を務めており、所属する荻原健司や上村愛子の育成にも関与した。
アルベールビルオリンピック直前の1991-92シーズンのスキージャンプ週間でV字ジャンプが世界の主流になっていることを確認、英語に堪能であり語学力を生かしてこれを学び日本選手らに指導を行った。。またジャンプの科学的分析にも力を入れ踏み切りの画像解析システムなどを開発して選手強化に生かした。またコーチの傍ら自ら模範を示すべく競技を続け、国体の成年三部及び成年Cで5度優勝した。国際スキー連盟の技術委員なども歴任した。
2010年バンクーバーオリンピックでテレビ中継の解説を担当した。同年7月3日、呼吸器不全のため死去。

## 主な優勝
- 1973.01.20(土)　第46回全日本学生スキー選手権大会二部　優勝
- 1976.02.21(土)　第54回全日本スキー選手権大会(70m級)　優勝
- 1977.02.21(月)　第27回秩父宮賜杯スキー大会　優勝
- 1980.01.06(日)　第21回雪印杯全日本ジャンプ大会　優勝
- 1980.02.17(日)　第35回国民体育大会冬季大会成年二部　優勝
- 1986.02.23(日)　第41回国民体育大会冬季大会成年三部　優勝
- 1987.02.22(日)　第42回国民体育大会冬季大会成年C　優勝
- 1989.02.22(水)　第44回国民体育大会冬季大会成年C　優勝
- 1991.02.20(水)　第46回国民体育大会冬季大会成年C　優勝
- 1992.03.02(土)　第47回国民体育大会冬季大会成年C　優勝

## 主な受賞歴
- 1995年 ミズノスポーツメントール賞 ゴールド
- 1997年 JOCスポーツ賞 特別功労賞

## 著書
- 「何故V字で飛ぶか」小野学 （小学館文庫,1998年）ISBN 978-4094160710
- ジャパンマジック―金メダルへのフライト